# محاضرات في فلسفة التاريخ
محاضرات في فلسفة التاريخ (بالألمانية: Vorlesungen über die Philosophie der Weltgeschichte, VPW) تُرجم أيضاً للغة الإنكليزية باسم محاضرات حول فلسفة تاريخ العالم (بالإنجليزية: Lectures on the Philosophy of World History)‏ هو عمل رئيسي لجورج فيلهلم فريدريش هيغل، ألقي في الأصل بمحاضرات في جامعة برلين في أعوام 1822 و 1828 و 1830. وقُدّم تاريخ العالم من حيث الفلسفة الهيغلية لإظهار أن التاريخ يتبع إملاءات العقل وأن التقدم الطبيعي للتاريخ يرجع إلى التفوق. من الروح المطلقة.
نُشر النص في الأصل عام 1837 من قبل المحرر إدوارد جانز، بعد ست سنوات من وفاة هيجل، ومستخدم ملاحظات هيغل الخاصة بالإضافة إلى تلك التي كتبها طلابه. قام كارل ابن هيجل بتجميع النسخة الألمانية الثانية في عام 1840. وتم نشر النسخة الألمانية الثالثة ، التي حررها جورج لاسون [الإنجليزية] في عام 1917.

## الموضوعات

### التاريخ المكتوب
يبدأ هيجل بتمييز ثلاث طرق أو أنماط لعمل التاريخ: التاريخ الأصلي والتاريخ التأملي والتاريخ الفلسفي. بالنسبة للتاريخ الأصلي والفلسفيفقد حدد هيجل تعريفاً واحداً. في التاريخ التأملي يقدم هيجل ثلاثة تعريفات فرعية.
التاريخ الأصلي هو مثل تاريخ هيرودوت وثوسيديدس فهذه كتابات معاصرة تقريباً تقتصر على أفعال وأحداث وحالات المجتمع التي كانت أمام أعينهم وشاركتهم ثقافتهم. يفترض هيجل أن هدف التاريخ الأصلي هو نقل "ما كان يمر في العالم من حولهم، إلى عالم الفكر التمثيلي. وهكذا تُترجم الظاهرة الخارجية إلى تصور داخلي. وبنفس الطريقة، يعمل الشاعر على المادة التي زوّد بها بواسطة عواطفه وإسقاطها في صورة للقوة المفاهيمية.
يُكتب التاريخ التأملي على مسافة زمنية معينة من الأحداث أو التاريخ المعتبَر. ومع ذلك، بالنسبة لهيغل فإن هذا الشكل من التاريخ يميل إلى فرض التحيزات والأفكار الثقافية لعصر المؤرخين على التاريخ الماضي الذي يعكسه المؤرخ.
التاريخ الفلسفي لهيغل هو الطريق الصحيح. يؤكد هيغل أنه مع التاريخ الفلسفي يجب على المؤرخ أن يضع بين قوسين مفاهيمه المسبقة ويذهب ويجد المعنى العام والأفكار الدافعة للخروج من مسألة التاريخ ذاتها.

### الروح
غالباً ما تُستخدم محاضرات هيغل حول فلسفة التاريخ لتعريف الطلاب بفلسفة هيغل ويرجع ذلك جزئياً إلى أسلوب هيغل الصعب أحياناً في المحاضرات ولأنه يتحدث عن موضوعات يسهل الوصول إليها مثل الأحداث العالمية من أجل شرح فلسفته. يُنفق الكثير من العمل في تحديد وتوصيف روح الفرد أو روح المجموعة (بالإنجليزية: Geist)‏. وهي الروه التي تشبه ثقافة الناس وهي تعيد صياغة نفسها باستمرار لمواكبة تغيرات المجتمع، بينما تعمل في نفس الوقت على إنتاج تلك التغييرات من خلال ما أسماه هيغل دهاء العقل (بالألمانية: List der Vernunft).
في المحاضرات يدعي هيغل أن الوعي الثقافي لروح الفرد أو المجموعة نشأ في اليهودية القديمة. ومن ثم فهو يربط تاريخ الروح بسرد خيبة الأمل وتراجع الشرك الوثني.
موضوع مهم آخر للنص هو التركيز على تاريخ العالم بدلاً من التاريخ الإقليمي أو تاريخ الدولة. كتب مفكرون مثل يوهان جوتفريد هيردر (1744-1803) ويوهان جوتليب فيشت (1762-1814) عن مفهوم وأهمية تاريخ العالم والقومية، وتواصل فلسفة هيغل هذا الاتجاه بينما تبتعد عن التركيز على القومية والسعي. بدلاً من ذلك تقدم فهم للامتداد الكامل للتاريخ الثقافي والفكري البشري باعتباره مظهراً من مظاهر الروح.

### الخير الإلهي
يقدم هيغل صراحة محاضراته حول فلسفة التاريخ باعتبارها خير إلاهي (بالإنجليزية: Theodicy)‏ أو التوفيق بين العناية الإلهية وشرور التاريخ. تقود هذه الفكرة هيغل إلى النظر في أحداث التاريخ من منظور العقل العالمي: إن تاريخ العالم محكوم بتصميم نهائي، وأنه عملية عقلانية... هذا اقتراح يجب أن نفترض حقيقته؛ يكمن برهانه في دراسة تاريخ العالم نفسه، الذي هو صورة وتفعيل العقل.
التصميم النهائي للعالم هو أن الروح المطلقة التي تُفهم هنا على أنها الله ، تُعرِّف نفسها من خلال انتصارات ومآسي التاريخ. يوضح هيجل أن التاريخ لا ينتج السعادة: التاريخ ليس التربة التي تنمو فيها السعادة. فترات السعادة فيها هي صفحات التاريخ الفارغة
«التاريخ هو مكان المذبحة» (بالألمانية: Geschichte als Schlachtbank)لكن برغم الوحشية فإن أهداف العقل ستتحقق.
يكتب هيغل: «يجب أولاً وقبل كل شيء أن نعرف ما هو التصميم النهائي للعالم حقاً، وثانياً يجب أن نرى أن هذا التصميم قد تحقق وأن الشر لم يكن قادراً على الحفاظ على وضع المساواة بجانبه».
لمعرفة السبب في التاريخ يجب أن تكون قادراً على حساب الشر بداخله. يشير هيغل إلى أن فهم التاريخ وبالتالي كتابته تعتمد دائماً على إطار عمل. اختار هيغل أن يعترف ويشرح إطاره علانية بدلاً من إخفائه كما يختار العديد من المؤرخين.

### التاريخ
وفقاً لهيغل يمثل تاريخ العالم... تطور وعي الروح بحريتها وما يترتب على ذلك من إدراك لهذه الحرية. يمكن رؤية هذا الإدراك من خلال دراسة الثقافات المختلفة التي تطورت عبر آلاف السنين ومحاولة فهم الطريقة التي عملت بها الحرية من خلالها. يبدأ سرد هيغل للتاريخ بالثقافات القديمة كما فهمها وقد اعتمد روايته للحضارات على المنح الدراسية الأوروبية في القرن التاسع عشر، ويحتوي على تحيز أوروبي لا مفر منه. في الوقت نفسه ، كانت الطبيعة التطورية لفلسفة هيغل تعني أنه بدلاً من مجرد إهمال الحضارات القديمة والثقافات غير الأوروبية فقد رآى معرفتها خطوة ضرورية (سواء أكانت غير مكتملة أو متخلفة) في عمل الروح المطلقة. تحتوي محاضرات هيجل عن فلسفة التاريخ على واحدة من أكثر ادعاءاته شهرة وإثارة للجدل حول مفهوم الحرية:
«تاريخ العالم هو سجل جهود الروح للوصول إلى معرفة ما هي في حد ذاتها. لا يعرف الشرقيون أن الروح أو الإنسان بحد ذاته أحرار. ولأنهم لا يعرفون ذلك فهم ليسوا أحراراً إنهم يعرفون فقط أن المرء حر.... استيقظ وعي الحرية أولاً بين اليونانيين وبالتالي كانوا أحراراً لكنهم مثل الرومان عرفوا فقط أن بعض الناس وليس كلهم أحرار... كانت الأمم الجرمانية مع صعود المسيحية أول من أدرك أن جميع الناس أحرار بطبيعتهم وأن حرية الروح هي الجوهر».
بعبارة أخرى يؤكد هيغل أن وعي الحرية في التاريخ ينتقل من الاستبداد إلى الشعور بأن الحرية امتياز للقلة إلى فكرة قوية مفادها أن الإنسانية حرة في حد ذاتها. يعتقد هيغل أن روح الحرية الإنسانية تتغذى بشكل أفضل في نظام ملكي دستوري يجسد فيه الملك روح ورغبات المحكومين، وقراءته للتاريخ تحدد ظهور مثل هذه الأشكال من الحكم في الدول الجرمانية، مثلاً: المملكة المتحدة وبروسيا بعد الإصلاح البروتستانتي. يتبع اقتراح هيجل واحد، بعض، الكل الاستعارة الجغرافية الأساسية التي أخذها طوال فلسفته في التاريخ، أي تاريخ العالم ينتقل من الشرق إلى الغرب؛ لأن أوروبا هي النهاية المطلقة للتاريخ، تمامًا كما أن آسيا هي البداية.
عند الإشارة إلى الشرق ، يفكر هيغل عموماً في الثقافات التاريخية لبلاد فارس، على الرغم من أنه يشير في بعض الأحيان إلى الصين ويقضي قدراً كبيراُ من المساحة في مناقشة الديانات الهندية. مع ذلك قال أيضاً إن وجهة نظر التاريخ (بما في ذلك وجهة نظره) يجب أن تكون مفتوحة للتغيير بناءً على الحقائق التجريبية المتاحة.

### باللغة العربية
1. ↑  هيغل (1986). محاضرات في فلسفة التاريخ. ترجمة: إمام عبد الفتاح إمام. القاهرة - مصر: دار الثقافة للنشر. OCLC:4771107138. مؤرشف من الأصل في 2022-02-05.

### بلغات أجنبية
1. ↑  وصلة مرجع: https://www.uni-muenster.de/imperia/md/content/ew/forschung/feuerbach/waszek_philosophie.pdf.
2. 1 2  Hegel، Georg Wilhelm Friedrich (1975). Lectures on the philosophy of world history. Introduction, reason in history. (translated from the German edition of Johannes Hoffmeister from Hegel papers assembled by H. B. Nisbet). New York, NY: مطبعة جامعة كامبريدج. ISBN:978-0-521-28145-4. مؤرشف من الأصل في 2022-02-04.
3. ↑  Hegel، G.W.F. (1952). Great Books of the Western World: Philosophy of History. Encyclopedia Britanica. ص. 153.
4. ↑  Magee، Glenn Alexander (2011). The Hegel Dictionary. London: Continuum International Publishing Group. ISBN:978-1-847-06591-9. مؤرشف من الأصل في 2023-06-02. P. 67.
5. ↑  Josephson-Storm، Jason (2017). The Myth of Disenchantment: Magic, Modernity, and the Birth of the Human Sciences. Chicago: University of Chicago Press. ص. 85-6. ISBN:978-0-226-40336-6. مؤرشف من الأصل في 2021-12-16.
6. ↑  Lectures, p. 42. نسخة محفوظة 4 فبراير 2022 على موقع واي باك مشين.
7. ↑  Lectures, p. 28. نسخة محفوظة 4 فبراير 2022 على موقع واي باك مشين.
8. ↑  Lectures, p. 79. نسخة محفوظة 4 فبراير 2022 على موقع واي باك مشين.
9. ↑  The Hegel Dictionary, p. 218. نسخة محفوظة 2022-06-25 على موقع واي باك مشين.
10. ↑  Lectures, p. 43. نسخة محفوظة 4 فبراير 2022 على موقع واي باك مشين.
11. ↑  Lectures, p. 138. نسخة محفوظة 4 فبراير 2022 على موقع واي باك مشين.
12. ↑  Lectures, p. 54. نسخة محفوظة 4 فبراير 2022 على موقع واي باك مشين.
13. ↑  Lectures, p. 197. نسخة محفوظة 4 فبراير 2022 على موقع واي باك مشين.